# Did Muhammad Exist?
Did Muhammad Exist?: An Inquiry Into Islam's Obscure Origins är en bok från 2012 av Robert Spencer som ifrågasätter Muhammeds historicitet. Spencer säger att det finns "betydande anledning att ifrågasätta Muhammeds historicitet"."

## Mottagande
Aymenn Jawad Al-Tamimi skrev i Middle East Quarterly: "Utan att hänge sig åt polemik eller driva en partipolitisk agenda, undersöker författaren helt enkelt frågan om vi verkligen kan lita på de traditionella islamiska redogörelserna för Muhammeds liv och islams förmodade tidiga dagar under de arabiska erövringarna."
I The Washington Times skrev Peter Hannaford att Spencer har "ägnat sig åt ett samordnat detektivarbete av vetenskaplig natur" och att "hans bok är ingen polemik. Det är ett seriöst sökande efter fakta." Hannaford noterar att den första biografin om Muhammed skrevs 128 år efter hans förmodade död av Ibn Ishaq, och att "ingen av de tidiga berättelserna från folk som erövrades av de arabiska krigarna använder orden islam, Muhammed eller Koran".
I The Catholic World Report ifrågasatte J. Mark Nicovich Spencers påstående att islams historiska ursprung inte hade utsatts för "historisk kritik i någon betydande skala" och sade att Spencers arbete är "fatalt bristfälligt på grund av otaliga logiska felslut och dålig källkritik".
Tariq Aziz och Muhammad Shahbaz Manj sade i tidskriften Rahat-ul-Quloob att västerländska författare som Spencer "i allmänhet har motiverats av fientlig kritik och religiösa och historiska fördomar mot väst". Författarna sade att de förkastar "Spencers invändningar bevisar att Koranen och Hadith är de mest autentiska och pålitliga källorna till Sirah"